# Andrena thoracica
Andrena thoracica (Fabricius, 1775) è un insetto apoideo della famiglia Andrenidae.

## Descrizione
È un'ape solitaria di medie dimensioni (13–15 mm) che si caratterizza per la peluria rossastra che ricopre il torace  e per l'addome glabro, di colore nero.

## Ecologia
Gli insetti del genere Andrena sono frequentemente chiamati in causa quali insetti impollinatori di orchidee del genere Ophrys. Tale relazione è legata ad una somiglianza chimica tra le secrezioni cefaliche di questi insetti e alcune sostanze volatili prodotte dalle specie del genere Ophrys .
In particolare Andrena thoracica è stata segnalata quale possibile insetto impollinatore di Ophrys sphegodes panormitana .